# モンスター (テレビドラマ)
『モンスター』は、2024年10月14日から12月23日までカンテレ制作・フジテレビ系列の「月曜22時枠」にて放送されたテレビドラマ。主演は本作がGP帯の連続ドラマ初主演となる趣里。
高校卒業後、弁護士資格を手にした神波亮子が、ゲーム感覚で法廷闘争に立ち向かうさまを、橋部敦子によるオリジナル脚本で描くリーガルエンターテインメント。

## キャスト

### 主要人物
神波亮子（かんなみ りょうこ）
演 - 趣里（幼少期：吉田萌果）
新人弁護士。高校3年生で司法試験に一発合格。ゲーム好きであり、ゲームのように法廷闘争に立ち向かう。
杉浦義弘（すぎうら よしひろ）
演 - ジェシー（SixTONES）
亮子が入所する大草圭子法律事務所の3年目の若手弁護士。東大法学部卒。
粒来春明（つぶき はるあき）
演 - 古田新太
亮子の父親。亮子が弁護士となったのを見計らったように姿を現す。

### 大草圭子法律事務所
大草圭子（おおくさ けいこ）
演 - YOU
所長。亮子の過去を知る人物。
村尾洋輔（むらお ようすけ）
演 - 宇野祥平
パラリーガル。既婚者で、夫婦揃って同じ事務所で勤めている。
村尾由紀子（むらお ゆきこ）
演 - 音月桂
パラリーガル。洋輔の妻。小学生の息子を持つ。

### その他
城野尊（じょうの たける）〈18〉
演 - 中川翼
コンビニ店員。ハッキングに長けている。

### ゲスト

#### 第1話
塩屋遼〈23〉
演 - 萩原利久
自殺教唆の罪で起訴された被告人。亮子が初めて弁護を担当する。交際相手の紗江に暴言を吐いて自殺に追いやったとされる。
川野紗江〈23〉
演 - 藤吉夏鈴（櫻坂46）
塩屋の恋人。塩屋の言葉が引き金となり、自ら命を絶ったとされる。
梅本ますみ
演 - 美波
紗江の担当カウンセラー。紗江が遼に秘密でカウンセリングを受けていた。
上岡弘一
演 - 戸田昌宏
川野紗江が勤めていた東城エステートの営業部長。
原口若菜
演 - 辻凪子
東城エステートでの川野紗江の同僚の総務部社員。
川野
演 - 辻しのぶ
川野紗江の母親。
夏子
演 - 村中玲子
東城エステートに清掃員として潜入した時の亮子の同僚。
大平
演 - 池浪玄八（第6話）
塩屋遼被告裁判の裁判長。
富岡恭平
演 - 瑞木健太郎
同裁判の担当検事。
伊藤早智子
演 - 中川梨花
マンションの川野紗江の部屋の隣人。
アナウンサー
演 - 秦令欧奈（関西テレビアナウンサー）
塩屋遼が自殺教唆で起訴されたニュースを伝える。
レポーター
演 - 谷麻帆
東城エステートでの加重労働による損害賠償請求の集団訴訟で、5億3000万円の損害賠償が認められたことを裁判所前から伝える。

#### 第2話
シホ
演 - なえなの
アイドルグループ「ハッピー☆ラビット（通称・ハピラビ）」のセンター。自ら作詞した新曲「僕の未来」の歌詞が盗作だと訴えられる。
寺田晃司
演 - 本多力
ハピラビのファンでシホを推している。ライブ会場でスタッフと揉めて出禁になり、大草圭子法律事務所に相談に来る。
益岡伸也
演 - 津村知与支
ハピラビが所属する益岡音楽事務所社長。以前もポスターデザインを盗作したとネットで話題になっている。
黒川正博
演 - 山中聡
シホが3年前まで所属していた事務所の社長。音楽プロデューサーもしていて、シホに歌詞を盗作されたと訴える。
田中
演 - 板垣雄亮
黒川の代理人弁護士。
裁判長
演 - 税所伊久磨
シホが訴えられた盗作裁判の裁判長。
井口周一、沼田
演 - 津和野諒、北原州真
ハピラビのファン。寺田の友人。
しおり
演 - 山中志歩
被告側証人。コンビニで店員に暴言を吐かれていたところをシホに助けられる。
ハッピー☆ラビット
演 - Waltetto×School
シホが所属するアイドルグループ。
青山
演 - 池田和樹
シホと揉めている動画がネットに拡散されたコンビニ店員。
由美、加奈
演 - 松田実桜、横道侑里
シホの学生時代の同級生。
アイドル
演 - さいしゅん!

野中
演 - 永澤洋
3ヵ月前に辞めた益岡音楽事務所の元スタッフ。
- 関根理乃、平井孝樹

#### 第3話
五条亜佐美
演 - 佐津川愛美
和彦の妻。健太の精子提供を受けて妊娠している。
健太 / 斉藤文哉
演 - 佐藤寛太
東大卒だと偽って自分の精子を女性に提供していた男性。
長岡茉由
演 - 吉本実憂
健太の精子提供を受けた女性。
五条和彦
演 - 渋谷謙人
亜佐美の夫。大企業・五条グループの跡取り息子で五条ケミカルの代表取締役。健太の弁護をするよう神波亮子に依頼する。
竹下祥吾
演 - 朝井大智
婦人科・不妊治療・高度生殖医療専門の「竹下クリニック」院長。亜佐美の同級生で東大卒。
秋津孝行
演 - やべけんじ（第5話・第6話）
秋津コンサルティング代表。粒来春明が会社の顧問弁護士を務めている。
永田徹
演 - 清水伸
長岡茉由の代理人弁護士。
裁判長
演 - 中脇樹人
斉藤文哉を被告とした裁判の裁判長。
穴吹、女性
演 - 松木研也、緑川静香
SNSで広がる精子提供の特集をするテレビのモーニングショー「あさCOME」のキャスター。
長岡茉由の夫
演 - 田中瑛佑

#### 第4話
武田大樹
演 - 本田響矢
麗翔大学3年生のサッカー部部員。訴訟には加わっていない。プロ候補でスポーツ特待生。
神宮寺和也
演 - 夏生大湖
麗翔大学3年生のサッカー部部員。集団訴訟の中心人物。
甘利弘樹
演 - 佐野岳
麗翔大学のサッカー部ヘッドコーチ。杉浦の高校の同級生。
赤塚奈緒
演 - 久保田磨希
赤塚まごころ法律事務所の人情派弁護士。大学を提訴したサッカー部部員の代理人。
瀬川清
演 - 池内万作
麗翔大学理事長。
内藤哲哉
演 - 中島健
麗翔大学3年生サッカー部部員。街コン参加者。
古賀勇作
演 - 大知
高校時代の武田と神宮司のサッカー部チームメイト。
高島雄介
演 - 皆藤空良
麗翔大学3年生サッカー部部員。
杉山智也
演 - 千葉凜太
麗翔大学3年生サッカー部部員。
佐伯、貝塚俊、部員
演 - 井上陽向大、結城陽向、冬野心央
集団訴訟の時誘われなかった麗翔大学1・2年生のサッカー部部員。
林田幸人
演 - 越村友一
麗翔大学サッカー部監督。
井上俊介
演 - ニクまろ
20年前の麗翔大学サッカー部OB。
裁判長
演 - 岡村まきすけ
麗翔大学サッカー部訴訟裁判の裁判長。
小野寺遼哉
演 - 齊藤友暁
3年前の麗翔大学サッカー部OB。「アゼーナ」スポーツパートナー営業部社員。
八田耀司
演 - 山形匠
麗翔大学野球部キャプテン。
前野
演 - 小林大斗
麗翔大学野球部員。街コン参加者。
街コン参加者
演 - 光嶌なづな

記者
演 - 城野マサト
麗翔大学サッカー部の疑惑を報じた集芸出版「週刊キャッチ」記者。
- 西岡大我

#### 第5話
サトウエマ
演 - 秋元才加（第6話）
アメリカの資産家の娘。岡本プレミアクリニックを提訴する。
岡本輝久
演 - 阿南健治（第6話）
岡本病院元院長。久嗣の父。現在は老人ホームで嘱託医をしている。
岡本久嗣
演 - 内村遥（第6話）
岡本プレミアクリニック院長。消化器外科医。富裕層向けの代替医療で成功している。
梶田素子
演 - 島田桃依（第6話）
岡本プレミアクリニック看護師。入院した杉浦の担当になる。
石丸宏一
演 - 大水洋介（ラバーガール）
みどりまち総合病院消化器外科医師。西洋医学分野専門。P2カクテルには科学的根拠がない、と話す。
立原正樹
演 - 小多田直樹
立原法律事務所弁護士。岡本プレミアクリニックの代理人。
松本竜矢
演 - もろいくや
三國総合病院総合内科医師。統合医療分野専門。西洋医学と代替医療の両方を取り入れている。
里香
演 - 田辺愛美
岡本病院の元看護士。岡本病院が潰れた時に辞めている。
小笠原圭介
演 - ラブ守永
武藤ウェルネスクリニック内科医師。代替医療を取り入れているが、P2カクテルは扱っていない。
工藤沙都子
演 - 丸岡真由子
真桜大学附属病院腫瘍内科准教授。西洋医学分野専門。P2カクテルは効果がないと断言する。
弁護士
演 - Chris D
エマに書き換えられた遺言状を見せるマサルの顧問弁護士。
サトウマサル
演 - 石橋凌（第6話）
エマの亡き父。アメリカ在住日本国籍の有名な資産家。2年前、癌になり日本の代替医療のツアーに参加し、岡本プレミアクリニックで1ヶ月治療を受けていた。
店員
演 - 中岡さんたろう
亮子がエマを連れて行った立ち飲み屋の店員。

#### 第6話
成田明子
演 - 川﨑珠莉
岡本プレミアクリニック看護師。再度入院した杉浦の担当になる。
山下
声 - 江崎真
サトウマサルの遺言書の書き換えを担当した公証人。

#### 第7話
前園里佳子
演 - 堀未央奈
人気ドラマ「君が生まれたこの街で」（通称：君街）の撮影現場近くの饅頭屋「みやこし」従業員。イベント会場で接客中、転倒して機材で感電し入院する。
退院後、杉浦たちが同席する中で、店主とテレビ局、役所の観光課に1億円の損害賠償請求をすると言い放つ。夜はスナックでホステスもしていた。
坂口武広
演 - 林泰文
1年前放送されていた東都テレビの「君街」の局プロデューサー。撮影されていた公園でトークショーを開くことになる。
吉原秀介
演 - 夙川アトム
神平市役所観光課職員。「君街」の聖地巡礼で町おこしをしている。
笠野凌輔
演 - 須田邦裕
東都テレビ事業部社員。トークショーの現場責任者。
宮越周
演 - ドロンズ石本
饅頭屋「みやこし」店主。ドラマのコラボ商品「君街饅頭」を販売している。
中本英子
演 - 真下有紀
神平市の住人。マナーを守らない「君街」ファンの聖地巡礼で迷惑していることを大草圭子法律事務所に相談に来る。
本田翔馬
演 - 青木瞭（第10話・最終話）
「君街」で主演・幹太を演じた俳優。帝東電機のCMに出演している（第10話）。
東田明日香
演 - 吉田伶香
「君街」でヒロイン・理央を演じた女優。
美咲
演 - 加茂美穂子
神平市にあるスナック「美咲」のママ。
節子
演 - 三谷侑未
「みやこし」従業員。
スタッフ
演 - 藤田真人
トークショーのイベントスタッフ。倒れた里佳子に駆け寄る。
救急隊員
演 - 伊藤尚史
里佳子を搬送する救急隊員。付き添いは誰が来るか、と亮子らに話しかける。
カップル
演 - 高瀬巧磨、安田乙葉
バス停で「君街」を絶賛するカップル。
音声
声 - 布川史織
「君が生まれたこの街で」考察ブログ読み上げの声。

#### 第8話
栗本颯（くりもと はやと）〈16〉
演 - 坂元愛登
橘清美宅に侵入した4人組の強盗の1人。侵入後、逮捕される。強盗は谷口優生に誘われてやったと供述するが、他3人は颯に誘われたと供述する。
藤吉伸
演 - 近江谷太朗（第10話）
栗本颯を担当する検事。
栗本千佳
演 - 片岡礼子
颯の母親。中学校の教頭をしている。大草圭子法律事務所に息子の弁護を頼みに来る。
谷口優生〈16〉
演 - 林裕太
栗本颯と共に逮捕された強盗の1人。颯の同級生。強盗は颯の命令だと供述する。
恵
演 - 川俣しのぶ
橘清美と同窓生の友人。
江上功〈16〉、沢渡陽介〈16〉
演 - 中川慶二、影岡侑樹
栗本颯と一緒に逮捕された強盗の一味。強盗は颯の命令だと供述する。
栗本伸行
演 - 瀬戸寛
颯の父。妻・千佳と共に息子の弁護を頼みに来る。
明石真知子
演 - 小野由香
橘清美が橘佐和子という名前で副店長として働いていたスーパー「なかや」の従業員。
加納小夜子
演 - 吉田有希
都立緑川高校の教師。颯たちの担任。
動画配信者
演 - 篠原、るん（マイファザー）
『#闇バイトに応募してみた』という動画をネットに上げている二人組。
青島
演 - 寺田ムロラン
スーパー「なかや」店長。
裁判長
演 - 白仁裕介
栗本颯の裁判の裁判長。
土井克也
演 - 丸藤慶治
闇バイトの指示役と目されている男。通称：キング。
寺島
演 - 坂元龍斗（関西テレビアナウンサー、最終話）
テレビで強盗の手口を伝えるアナウンサー。
橘清美〈63〉
演 - 石野真子
強盗と鉢合わせて負傷する一人暮らしの女性。
裁判員
演 - うえきやサトシ、山本文子、竹岡善彦、小泉もえこ、村木エリ、宮本剛徳
栗本颯の裁判の裁判員。

#### 第9話
成沢大輔
演 - 渡邊圭祐
23年前、謎の絵画Xを140億円で購入したIT長者。贋作疑惑が報じられたことから、岡村に対して訴訟を起こす。
市原詩織
演 - 佐藤玲
絵画修復師。重光の妻。夫の死後、絵画Xを見つけ修復する。
岡村洋一郎
演 - 松田陸
「ギャラリー岡村」オーナー。詩織から買い取った絵画Xを成沢に売った画商。
永山淳之介
演 - 工藤俊作
関東芸術大学教授。美術界で絶大な権力を握っている。絵画Xは贋作だと断言する。
春日
演 - 牧村泉三郎
国立文化美術館館長。「ゴッホ回顧展」で絵画Xをゴッホ作「ひまわり」の連作だと謳って展示する。
船越貢
演 - 小沼朝生
成沢の代理人弁護士。
磯田孝康
演 - 中村公隆
成沢のライバルと言われている起業家。
鑑定士
演 - 岩本淳
岡村に依頼され絵画Xを鑑定する。
記者
演 - 増井太郎、高橋陽子
永山教授に贋作騒動の真相を問い質す記者。
街頭インタビュー
演 - 小玉久仁子（役：40代女性）、久松龍一（役：30代男性）、矢吹百花（役：20代女性）
テレビ番組「ワイドタイムズ」の街頭インタビューで絵画Xについて語る人たち。
市原重光
演 - 大山大
詩織の夫。故人。才能のある画家だったが、日の目を見ずに早逝している。
横沢さくら
演 - 前田敦子（第10話・最終話）
群馬から亮子を訪ねてきた妊婦。故郷の山遥村に産廃場を作って環境汚染しているサカミクリーンを訴えたい、と相談する。
男
演 - 近藤芳正
亮子が訪れた片田舎にある「四季の森美術館」の館長。
ナレーター
声 - 玉木雅士
絵画Xを特集する番組のナレーション。
鳥山
演 - 若田部克彦（関西テレビアナウンサー）
ワイドショーMC。
出演者
演 - 小此木美千代、白山修、ヤマモトタケシ、滝田そな、古川凛
絵画Xを特集する番組内動画で絵画Xを見ている人たち。
- 酒井謙輔[93]

#### 第10話
内海拓未
演 - 前原滉（最終話）
さくらの幼馴染み。以前、サカミクリーンで働いていた。実は覆面ラッパー I:Zack（アイザック）。
横沢あやめ
演 - 宮地雅子（最終話）
さくらの母。
山下芳夫
演 - 野添義弘（最終話）
山遥村中央村役場の前で亮子たちを邪魔者扱いする。
村越周作
演 - 佐久間哲（最終話）
サカミクリーン社長。面接に来た杉浦を不採用にする。
内海泰造〈享年49〉
演 - 眼鏡太郎
拓未の父。14年前、サカミクリーンの産廃場建設に最後まで反対していたが、建設が一旦白紙になった後、住民から責められ自殺している。
里田、滝川、守田
演 - 田鍋謙一郎（最終話）、大津慎伍（最終話）、田子天彩（最終話）
亮子らが聞き込みする山遥村住民。サカミクリーンのことは話したがらない。
裁判長
演 - 大原康裕（最終話）

石立
演 - 相川裕滋
山遥村に昔からある清水醫院の二代目院長。
従業員
演 - 奥村隆正（最終話）、秋本海也（役名：渡辺直樹、最終話）、宮崎鷹（最終話）、河田知也（最終話）、小鷹尚大（最終話）、青木脩（最終話）、佐藤葵（最終話）
サカミクリーン 従業員。
社員
演 - 安藤広郎
産廃処理場に関する説明会で住民に説明するサカミクリーン社員。

#### 最終話
来栖悟志
演 - 矢島健一
大手電気メーカー「帝東電機」社長。
田窪
演 - 奥野瑛太
帝東電機 弁護士。
武内道彦
演 - 桜井聖
帝東電機 社員。ファストチップ研究チーム 責任者。本樹市在住。
武内涼香
演 - 小島藤子
道彦の1人娘。東京で母親と2人暮らし。本樹市に住んでいる帝東電機社員との結婚を考えている。
荒巻佳奈
演 - 福井夏
入院した粒来の担当看護師。以前、帝東総合病院で働いていた。
店員
演 - 蓑輪裕太
中華料理店 店員。

## スタッフ
- 脚本 - 橋部敦子[1]
- 音楽 - 菅野祐悟[1]
- 主題歌 - ちゃんみな「FOREVER」（NO LABEL MUSIC / Warner Music Japan）[2]
- オープニング曲 - I Don't Like Mondays.「Shadow」（Rhythm zone）[119]
- 演出 - 三宅喜重、木内健人、樹下直美[1]
- プロデューサー - 加藤春佳、山本喜彦、大塚安希[1]
- 制作 - カンテレ、MMJ[1]

## 放送日程
| 各話                                                         | 放送日   | サブタイトル     | 演出     | 視聴率 |
| ------------------------------------------------------------ | -------- | ---------------- | -------- | ------ |
| 第1話                                                        | 10月14日 | 悪意の所在       | 三宅喜重 |        |
| 第2話                                                        | 10月21日 | 嘘と選択         | 三宅喜重 | 5.9%   |
| 第3話                                                        | 10月28日 | 幸せの形         | 樹下直美 | 6.5%   |
| 第4話                                                        | 11月04日 | 空気の行方       | 木内健人 |        |
| 第5話                                                        | 11月11日 | 信じたいもの     | 三宅喜重 |        |
| 第6話                                                        | 11月18日 | 変わらないもの   | 三宅喜重 |        |
| 第7話                                                        | 11月25日 | 愛の末路         | 木内健人 |        |
| 第8話                                                        | 12月02日 | 数字の鎖         | 樹下直美 |        |
| 第9話                                                        | 12月09日 | 価値の正体       | 木内健人 |        |
| 第10話                                                       | 12月16日 | 信じたい者たちへ | 三宅喜重 |        |
| 最終話                                                       | 12月23日 | 求める者たちへ   | 三宅喜重 |        |
| （視聴率はビデオリサーチ調べ、関東地区・世帯・リアルタイム） |          |                  |          |        |

- 初回は22時 - 23時9分の15分拡大放送。

## その他
第8話における、スーパーで神波亮子がスーパーの店員を尾行する件において、趣里が主演して2023年度下半期に同じ大阪のNHK大阪放送局が製作を担当した連続テレビ小説「ブギウギ」を意識した描写があった。